# Ново бежанијско гробље (музичка група)
Ново бежанијско гробље или скраћено Н. Б. Г је музички панк—рок састав из Београда.
Бенд је основан 1984. године, а оригинални састав чинили су Борис Волак као вокал, Малиша Милановић на бубњу, Александар Карапанџић гитариста и басиста Саша Влајсовић.
Након само неколико година рада од 1988. године, бенд бележи деценијску паузу, а након тога 1997. године избацује први албум под називом НБГ, који је постао ода новобеоградском начину живота.
Након смрти бубњара Малише Миловановића, бенду се прикључује Владимир Марковски и бенд наставља са радом. Године 2000. објављују други студијски албум под називом НБГ.
Након поновне паузе бенд наставља са радом 2017. године, избацивши песме Тебе воле блокови, Вандредно стање и песму Акција.
Године 2018. наступили су на Београдском фестивалу пива.